# 野狼歷險記
《野狼歷險記》（英語：Alpha and Omega）是一部2010年上映的3D卡通電影，由克斯特動畫（Crest Animation Productions）制作，安東尼·貝爾及班·葛魯克執導，由獅門娛樂發行。本片以兩支狼作為主角，片名以希臘字母第一個字Alpha與最終的Omega來做為片中狼群階級地位高低的象徵。
值得一提的是，該片為美國已故演員丹尼斯·霍柏的最後一次演出。

## 剧情概要
故事背景在加拿大的賈斯珀國家公園，母狼凱特（Kate）和公狼漢佛瑞（Humphrey）是從小一起成長的玩伴，但兩者的社會階級卻是天差地遠，凱特是西部狼群阿爾發（Alpha）首領溫斯頓（Winston）的女兒，漢佛瑞則是屬於地位低等的奧米加（Omega）。為了阻止兩隻狼群之間即將爆發的一場可怕戰爭，凱特即將嫁給東部狼群首領東尼（Tony）的兒子葛斯（Garth）。但就在婚禮即將舉辦的當口，凱特和漢佛瑞被公園管理人員抓走送到了美國愛達華州的另一座公園。急著回去阻止戰爭的凱特不得不和漢佛瑞一同踏上回家的路，但在漫漫途中他們遭遇到很多驚險和意外，而且隨著離家越來越近，他們倆發現已經愛上了對方。

## 演員與主要角色
- 賈斯汀·隆 飾 漢佛瑞（Humphrey），地位低下的公狼
- 希丹·彭尼蒂亞 飾 凱特（Kate），西部狼群公主
- 克里斯·加邁克 飾 葛斯（Garth），東部狼群首領的兒子
- 姬絲汀娜·莉芝 飾 莉莉（Lily）， 凱特的妹妹，後來與葛斯培養出感情
- 丹尼·葛洛佛 飾 溫斯頓（Winston），西部狼群首領，Kate與Lily的父親
- 丹尼斯·霍珀 飾 東尼（Tony），東部狼群首領

## 評價
本片曾獲2011年Artios Award提名，也在ASIFA中獲得"best animated feature film"評價。但在網路上，該片的評價並不算特別出色，爛番茄新鮮度僅16%，IMDb評價4.9分。

## 外部連結
- 官方网站 （英語）
- 互联网电影数据库（IMDb）上《Alpha and Omega》的资料（英文）
- 大卡通資料庫上《Alpha and Omega》的資料（英文）

- AllMovie上《Alpha and Omega》的资料（英文）
- 爛番茄上《Alpha and Omega》的資料（英文）
- Metacritic上《Alpha and Omega》的資料（英文）
- Box Office Mojo上《Alpha and Omega》的資料（英文）